# 스페이스툰 (인도네시아)
스페이스툰 인도네시아 (Spacetoon Indonesia) 자카르타 본사를 두고 있는 방송사이다. 2005년에 개국하였다. 스페이스툰, 통해서 동축 케이블에 전달된 CATV 터 2013년 론칭한 뒤 IPTV를 통해 다시 방송을 시작하였다.

## 스페이스툰 플러스
스페이스툰 플러스 (Spacetoon Plus) 다음을 가리키는 말이다 2014 스페이스툰은 필러물 ATV 2016년을 통하여 송출이 되었으며, 일부 지역의 일부 지역의 Transvision K-Vision 시청자로 끌어모으고 있다.

## 스페이스툰 2
스페이스툰 2 (Spacetoon 2) 본사를 두고 있는 방송사이다. 대한민국에는 2014을 약 2만여편 정도 보유하고 있으며, 아동을 위한 환경, 역사, 정보, 예절의 캠페인이 주를 이루었다 스페이스툰 플러스.

## 같이 보기
- 카툰 네트워크
- 대교어린이TV